# فترة الحضانة

فترة الحضانة هي المدة الزمنية المنقضية بين التعرض لأحد الكائنات المسببة للمرض، مادة كيميائية أو إشعاع، وبين أول ظهور لأعراض وعلامات المرض. قد تكون هذه الفترة قصيرة بقدر دقائق أو لفترة طويلة جدا كثلاثين عاما في حالة من مرض كروتزفيلد جاكوب المتغير.

## أمثلة
لحالات كثيرة، تكون فترة الحضانة في البالغين أطول منها لدى الأطفال والرضع.
| المرض                                          | فترة الحضانة                                              |
| ---------------------------------------------- | --------------------------------------------------------- |
| التهاب النسيج الخلوي بسبب باستوريلا مولتيوسيدا | اقل من يوم واحد                                           |
| نوروفيروس                                      | 1–2 أيام                                                  |
| الكوليرا                                       | 1–3 أيام                                                  |
| الإنفلونزا                                     | 1–3 أيام ,                                                |
| الحمى القرمزية                                 | 1–4 أيام                                                  |
| الزكام                                         | 1–3 أيام                                                  |
| الإيبولا                                       | 2–21 يوم                                                  |
| حمى جبال روكي                                  | 2–14 يوم نسخة محفوظة 26 مايو 2011 على موقع واي باك مشين.  |
| حمى الضنك                                      | 3–14 يوم                                                  |
| سارس                                           | حتى 10 أيام                                               |
| حمى ماربورغ                                    | 5–10 أيام                                                 |
| [الطفح الوردي                                  | 5–15 يوم                                                  |
| شلل الأطفال                                    | 7–14 يوم                                                  |
| السعال الديكي                                  | 7–14 يوم                                                  |
| الحصبة                                         | 9–12 يوم                                                  |
| الجدري                                         | 7–17 يوم                                                  |
| الكزاز                                         | 7–21 يوم                                                  |
| الحماق                                         | 14–16 يوم نسخة محفوظة 26 مايو 2011 على موقع واي باك مشين. |
| المرض الخامس                                   | 13–18 يوم نسخة محفوظة 26 مايو 2011 على موقع واي باك مشين. |
| النكاف                                         | 14–18 يوم                                                 |
| الحصبة الألمانية                               | 14–21 يوم نسخة محفوظة 26 مايو 2011 على موقع واي باك مشين. |
| كثرة الوحيدات العدوائية                        | 28–42 يوم                                                 |
| الكورو                                         | في الغالب ما بين 10.3 و13.2 سنوات                         |